# Baby Blue Paper
Baby Blue Paper är ett studioalbum av Jill Johnson, utgivet 22 oktober 2008.
I albumkonvolutet står att albumet och titelspåret är tillägnat en 12-årig flicka Liza och hennes syster Alice, då flickan tre år tidigare skrivit ett brev till Jill Johnson. Flickans mor hade 12 dagar tidigare gått bort i cancer. Jill Johnson skriver också och tackar familjen och vänner, samt musikerna, och skriver om ett svårt år med dödsfall och skilsmässor."

## Låtlista
| Nr  | Titel                      | Låtskrivare                                         | Längd |
| --- | -------------------------- | --------------------------------------------------- | ----- |
| 1.  | "Say Something"            | Jill Johnson, Liz Rose, Lisa Carver                 | 04:12 |
| 2.  | "You're Looking for Me"    | Jill Johnson, Liz Rose, Bruce Wallace               | 03:31 |
| 3.  | "Love Lessons"             | Jill Johnson, Scott Baggett                         | 04:18 |
| 4.  | "Where the Rainbow Ends"   | Jill Johnson, Aleena Gibson, Peter Kvint            | 02:59 |
| 5.  | "You Think You're the Man" | Jill Johnson, Liz Rose, Stephanie Chapman           | 03:06 |
| 6.  | "I Should've Left Sooner"  | Jill Johnson, Lori McKenna, Liz Rose                | 03:49 |
| 7.  | "You Better Think Again"   | Jill Johnson, Scott Baggett                         | 03:56 |
| 8.  | "Top of the World"         | Jill Johnson, Aleena Gibson, Peter Kvint            | 03:35 |
| 9.  | "Better than Me"           | Jill Johnson, Liz Rose, Lisa Carver                 | 03:28 |
| 10. | "What Happened to Us"      | Jill Johnson, Rachel Thibodeau, Rebecca Lynn Howard | 05:04 |
| 11. | "Don't Feel Like Me"       | Jill Johnson, Liz Rose, Jessie Alexander            | 04:04 |
| 12. | "Little Girl of Mine"      | Jill Johnson, Liz Rose, Pam Rose                    | 04:02 |
| 13. | "Baby Blue Paper"          | Jill Johnson, Liz Rose, Pam Rose                    | 03:28 |

## Medverkande
- Jill Johnson - sång
- Greg Morrow - trummor
- Mike Brignardello - bas
- Pat Buchanan- gitarr
- Tom Bukovac - gitarr
- Tony Harrell - piano

## Listplaceringar
| Lista (2008–2009) | Position                    |
| ----------------- | --------------------------- |
| Sverige           | Sverige (Sverigetopplistan) |